# Muriculus imberbis
Genre
Espèce
Statut de conservation UICN

 LC  : Préoccupation mineure
Muriculus imberbis est la seule espèce du genre Muriculus. C'est un rongeur de la sous-famille des Murinés endémique d'Éthiopie.